# Truy cập thông tin
Truy cập thông tin là sự tự do hoặc khả năng xác định, có được và sử dụng cơ sở dữ liệu hoặc thông tin một cách hiệu quả.
Có nhiều nỗ lực nghiên cứu khác nhau trong việc truy cập thông tin mà mục tiêu là đơn giản hóa và giúp người dùng có thể truy cập hiệu quả hơn và xử lý hơn nữa lượng dữ liệu và thông tin lớn và khó sử dụng.
Một số công nghệ áp dụng cho khu vực chung là Truy hồi thông tin, Khai thác văn bản, Dịch tự động và Phân loại văn bản.
Trong các cuộc thảo luận về quyền truy cập miễn phí vào thông tin cũng như về chính sách thông tin, quyền truy cập thông tin được hiểu là liên quan đến bảo hiểm quyền truy cập thông tin miễn phí và đóng. Truy cập thông tin bao gồm nhiều vấn đề bao gồm bản quyền, nguồn mở, quyền riêng tư và bảo mật.